# Sibnica (miasto Kraljevo)
Sibnica (cyr. Сибница) – wieś w Serbii, w okręgu raskim, w mieście Kraljevo. W 2011 roku liczyła 199 mieszkańców.